# 台北預備火力發電所
台北預備火力發電所，是台灣日治時期的一座火力發電廠，原址位於今天的臺北市公館，於1913年興建、1915年竣工、1934年廢止，是臺北市區內第一座具規模的發電廠。

## 歷史
1911年8月31日，有強烈颱風侵襲台灣北部地區帶來天然災害，台北市街被洪水淹沒，房屋倒坍損害達28,000棟，死傷人數達五百多人，發電設施亦遭到嚴重破壞，其中龜山發電所和小粗坑發電所泡在洪水中一星期多，台北、基隆市街停電，靠電力之工業全部停止。台灣總督府緊急從金瓜石的牡丹坑金山供給電力應急。同年9月間，颱風再度侵襲破壞，龜山發電所水路遭土石流淹埋，小粗坑發電所堰堤流失，輸變電線路遭受破壞，停電一個多月。這一連串頻繁的天災，有鑑於水力發電的不可靠性，導致台灣總督府有預備火力發電所的構想，以供緊急之需。1913年在大加蚋堡林口興建950kW的台北預備火力發電所，1915年竣工，直到日月潭水力電氣工事完成後廢止。

## 現址

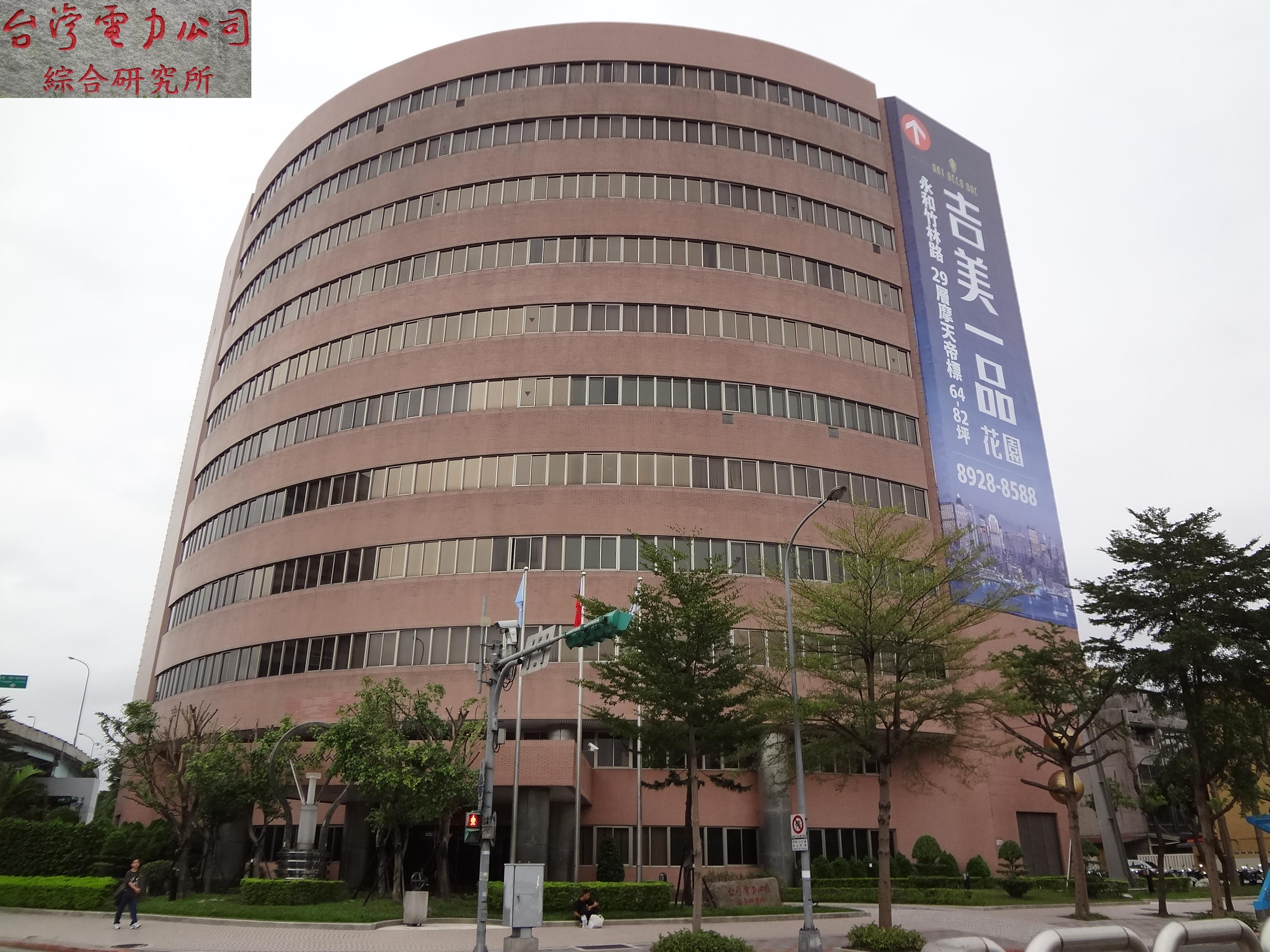
台灣電力公司綜合研究所

台北預備火力發電所位於今臺北市基隆路與羅斯福路交叉口，現為台灣電力公司綜合研究所，地址為臺北市中正區羅斯福路四段198號。